# Népművészet Ifjú Mestere díj
A Népművészet Ifjú Mestere díj azoknak a fiatal (15–35 éves) alkotó- és előadóművészeknek adományozható állami kitüntetés, akik az egyes népművészeti ágakban kiemelkedő egyéni teljesítményt értek el.
Az 1961-ben alapított díjat évente, augusztus 20-án, tizenöt személy kaphatja. A kitüntetett adományozást igazoló okiratot kap.
A díj odaítélése pályázat útján, bírálóbizottság értékelése alapján történik. A pályázati felhívást – évente – a Kulturális Közlönyben kell közzétenni.

## Díjazottak

### 2024
- Fekete Bence, néptáncos
- Kupec Zsófia, néptáncos, Apró Ilosvai Gyermek Néptáncegyüttes vezetője
- Kusnyárné Deák Zsófia, gyöngyfűző
- Szén Mátyás, kovács
- Tóth Luca Réka, zenész, Balla Zoltán Alapfokú Művészeti Iskola népi hegedű tanára

### 2023
- Juhász Bence Zsombor, táncos
- Paput Júlia, táncos
- Bajka Márta, vászonszövő
- Porkoláb Benedek, bőrműves
- Szlama László, kobzos
- Tímár Sára, énekes

### 2022
- Csonka Balázs népi tamburaművész és harmonikaművész, a Kroó György Zene- és Képzőművészeti Iskola tanára,

- Géczy Margit népi kézműves, takács,
- Irimiás László gulyás, ostorkészítő, a Kis-Sárrét pásztorművészetének újraélesztője,
- Számfira Máté néptáncoktató és Számfira-Nagy Zita néptáncos, a szegedi Gábor Dénes Technikum és Szakgimnázium igazgatóhelyettese,
- Verebélyi Balázs hímző, az Eszterházy Károly Katolikus Egyetem ügyintézője.

### 2021
- Csizi Viktória, fazekas
- Juhász Áron,bőrműves
- Kovács Levente, fémműves, ötvös
- Ligetiné Csendom Erika, táncos
- Majer Tamás, táncos
- Marton Károly, nemezelő

### 2020
- Juhász Dénes, furulyás, hegedűs
- Kovács-Jelinek Emese, táncos
- Kovács József, táncos
- Mundrusz Anett, viseletkészítő
- Slíž Róbert
- Tóth Gyula

### 2015
- Antal Imola vászonszövő
- Dragony Gábor citerás, a Nyíregyházi Művészeti Szakközépiskola tanára
- Gyémánt Ádám és Gyémánt-Csontos Lívia, a Rege Táncegyüttes (Budapest) és a Toppantó Tánccsoport (Soroksár) művészeti vezetői, táncpedagógusai megosztott díjként
- Horváthné Kovács Katalin hímző, a Csornai Múzeum munkatársa
- Kecskeméti Róbert iparművész, népi hangszerkészítő
- Salamon Soma furulyás, a Liszt Ferenc Zeneművészeti Egyetem óraadó tanára
- Tóth Zoltán fafaragó

### 2014
- Ágfalvi György és Hetényi-Kulcsár Klára, a Magyar Állami Népi Együttes táncművészei
- Dénesi Ildikó, kézműves, mézeskalács ütőfa készítő, fafaragó
- Dudás Dániel, a jászberényi Viganó Alapfokú Művészetoktatási Intézmény táncpedagógusa
- Soós Csaba, a pomázi Teleki-Wattay Művészeti Iskola és az ürömi József Nádor Általános és Művészeti Iskola pedagógusa, népi hegedűs
- Tóth Attila, kovácsmester
- Vastag Richárd, az ajkai Apte Alapfokú Művészeti Intézmény, a magyarpolányi Alapfokú Művészeti Intézmény és a veszprémi Szilágyi Erzsébet Keresztény Iskola és Művészetoktatási Intézmény néptánc-pedagógusa, néprajzkutató

### 2013
- Bohács Brigitta és Éder Róbert, néptáncospár
- Csíkné Bardon Réka, csuhéfonó népi iparművész
- Forgács Gyöngyi Imola, vesszőfonó népi iparművész
- Gajdics Krisztián, bőrműves népi iparművész
- Győri Balázs, bútorkészítő népi iparművész
- Krajcsó Bence, citeraművész
- Pál Eszter, énekes előadóművész

### 2012
- Kubinyi Júlia, énekes[6]
- Mahovics Tamás, néptáncos szólista
- a Tallabille zenekar
- Hortobágyi Ivett, néptáncos szólista
- Nyitrai Tamás, hegedűs
- Velner Klára, néptáncos szólista
- Bumberák Mária, mesemondó
- Fazekas Gergely, kemencekészítő
- Hafner Miklós, busómaszk-készítő
- Dezső János, kopjafafaragó
- Nyíri Dánielné, népi ékszerkészítő
- Szatmári Ferenc, vesszőfonó
- Pozvai Andrea, játékkészítő
- Jaskó Dorottya, nemezkészítő
- Kovács Emese, nemezkészítő

### 2011
Előadóművészeti kategória:
- Lipták Dániel – hegedűs
- Dudásné Mosóczi Lívia – néptáncos szólista
- Tintér Gabriella – népdalénekes
- Maksa Henrietta – néptáncos szólista
- Balázs Lilla Enikő – citerás
- Szokolik Szabolcs – néptáncos szólista
- Kurdi Gábor – dudás
- Kirch Zoltán – néptáncos szólista

Tárgyi alkotóművészeti kategória:
- Bese Botond – hangszerkészítő
- Ticzer Beáta – bőrműves
- Repkáné Jakab Ildikó – viseletkészítő
- Hákli Tímea – fazekas
- Szecsődi András – zsúptető-készítő
- Csík Tamás – kovács
- Vidák Anna – nemezkészítő

### 2010
- Navratil Andrea (népdalénekes)
- Farkas Tamás (néptáncos szólista)
- Bolya Dániel (furulyás)
- Appelshoffer János (néptáncos szólista)
- Endrődi Judit (citerás)
- Szabó Sándor (néptáncos szólista)
- Hajdu Zsuzsanna (néptáncos szólista)
- Benő Tamás (bőrműves)
- Haszmann Gabriella (népi bútorműves)
- Dede Orsolya (gyapjúszövő)
- Szántó Szabolcs (késes)
- Balogh Ildikó (tojásfestő)
- Kádár Barbara (fazekas)
- Bereczné Lázár Nóra (tojásfestő)
- Farkas Túri Enikő (nemezkészítő)

### 2009
Előadóművészeti kategória:
- Gerlecz Edit, néptáncos
- Juhász Réka, népdalénekes
- Szabó Csaba László, néptáncos
- Fondor zenekar (Csernók Klára, Maruzsenszki Andor, Zimber Ferenc, Papp Endre, Prihoda István)
- Galát Péter, néptáncos
- Enyedi Ágnes, népdalénekes
- Raksányi Boglárka, népdalénekes
- Nemes Szilvia, néptáncos

Tárgyi alkotóművészeti kategória:
- Jován János Attila, faragó
- Dr. Viszokay Kornél, fazekas
- Pertl Teodóra, hímző
- Glöcknerné Szűcs Adél, hímző
- Horváth Katalin, vesszőfonó
- Forgács Sándor, vesszőfonó
- Henn László, fazekas

### 2008
Előadóművészeti kategória:
- Balogh Katalin - néptáncos
- Paluch Norbert - néptáncos
- Rónai Lajos - néptáncos
- Sikentáncz Szilveszter - néptáncos

Tárgyi alkotóművészeti kategória:
- Balatoniné Rózsa Edit - tojásfestő
- Csongrádiné Szuper Viktória - viseletkészítő
- Győri Tünde – gyapjúszövő
- Kelényi Andrea - viseletkészítő
- Kéki Zsolt – kovács
- Kollár Szabolcs - fazekas ()
- ifj. Mihalkó Gyula – nemezkalap-készítő
- Mogyoró Hedvig – vászonszövő
- Sipos Tamás – bőrműves ( Archiválva 2009. július 17-i dátummal a Wayback Machine-ben)
- Soós Melitta – mézeskalács-készítő
- Trungel Aranka - szalmafonó

### 2007
- Benczédi László székelyudvarhelyi faragó,
- Csonka Ferenc vajdasági népi hegedűs,
- Dienes Nikolett kisgyőri gyapjúszövő,
- Dobos Krisztina felsőpakonyi bőrműves,
- Farkas László és Molnár Anna táncos pár,
- a pécsi Jasen Trió (Vélin Veszna, Radó Júlia, Popovics Andrea)
- Jófejű Kinga győri csipkekészítő,
- Kelemenné Hézser Katalin budapesti vászonszövő,
- Konyári Ibolya nyíracsádi népi ékszerkészítő,
- Milleiné Kelemen Csilla lengyeli csipkekészítő,
- Németh András pomázi tekerős,
- Ónodi Béla váci népitáncos szólista,
- Szőke Péter tiszakécskei citerás,
- Szűcs Judit tiszafüredi fazekas

### 2006
- Dobsa Fodor Mónika, néptáncos
- Nyitrai Marianna, bonyhádi énekes
- Molnár Gábor, néptáncos
- Dóra Áron, furulyás
- Antal Dóra és Antal Roland, néptáncos-páros
- Legeza Márton, tekerős
- Sáfár Benedek, szíjgyártó nyerges, fafaragó
- Barcsay Andrea, fazekas
- Üsthné Földi Enikő, szűrrátét-készítő
- Lippkai Loretta, szövő
- Kiss Gabriella, népi ékszerkészítő
- Czeglédi Tibor, népi bútorműves
- Balázs Róbert, játékkészítő
- Illés Vanda Anna, hímző
- Harangozó Rita, fazekas

### 2005
Előadóművészeti kategória:
- Haránt Eszter és Lukács László, izsáki néptáncospár
- Szabó Dániel, pákozdi cimbalmos
- a vajdasági Guzsalyas énekegyüttes (Tagjai: Árpás Ibolya, Boldizsár Márta, Borsos Andrea, Gaudényi Gabriella, Ivánovics Tünde, Kalapáti Gyöngyi, Klemm Katalin (művészeti vezető), Kovács Zsuzsanna, Milojevic Márta, Rigó Ildikó, Varga Valéria.)
- Molnár Péter, pécsi néptáncos
- Hetényi Milán, budapesti népdalénekes
- Hercz Beáta és Hercz Vilmos, debreceni néptáncospár
- Rozsdamaró népzenei együttes (Lipták Dániel, Nagy Gábor, Horváth Ádám)

Tárgyi alkotóművészeti kategória:
- K. Nagy Zsolt, nádudvari fazekas
- Chemez Farkas, biatorbágyi faragó
- Lengyel Zsuzsanna, debreceni vászonszövő
- Zsigmondné Piukovics Zsuzsa, budapesti vászonszövő
- Varga Tibor, budapesti szíjgyártó
- Tátrai Zita, kazincbarcikai csipkekészítő
- Gálné Kovács Gyöngyi, debreceni népi ékszerkészítő
- Romsicsné Balogh Mária, kalocsai hímző

### 2004
- Ángyán Csaba, fazekas
- Belencsák Mihály, késes
- Czefernekné Tenk Bernadett, lószőrékszer-készítő
- Csécsi Katalin és Onodi Attila, néptáncos-párosnak
- Dobos Beáta, néptáncos
- Forgácsné Molnár Anett, gyöngy-ékszerkészítő
- Kis István, néptáncos
- Molnárné Tamás Anetta, fazekas
- Sebestyénné Tankovits Anita, szőnyegszövő

### 2003
- Both József és Both Zsuzsanna kolozsvári néptáncos-pár
- Ábrahám Judit, népzenész
- Dobsa Tamás, felvidéki néptáncos
- Végh Andor, népzenész
- Tényi Edit, vajdasági népdalénekes
- Auth Andor kékfestő
- Deák Csabáné Szupper Krisztina, gyöngyfűző
- Horgos Zsolt, cserépkályha-készítő fazekas
- Magyar Zita, fazekas
- Savanyú Miklós, rézműves
- Tóth Nóra, szőnyegszövő
- ifjabb Vidák István, nemezkészítő
- Winklerné Petri Kiss Borbála, viseletkészítő

### 2002
- Agárdi Éva ebesi citerás
- Berei Andrea kecskeméti szövő
- Botta Mónika budapesti nemezkészítő kézműves
- Csuti Tibor zalaegerszegi fazekas
- Dóka Krisztina debreceni csuhéfonó
- Lehel Péterné bátai tojásfestő
- Fekete Mátyás budapesti tamburás
- Gerencsér Zsolt győri kékfestő
- Horváth Zoltán kazincbarcikai fazekas
- Ignácz Gabriella nyíregyházi néptáncos
- Pósfai Miklósné höveji hímző
- Szűcs Andrea tiszafüredi fazekas
- Tóth Lóránt kazincbarcikai fafaragó
- Vastagné Szűcs Gabriella debreceni vászonszövő
- Zsákai István szolnoki fafaragó

### 2001
- Bárány Szilveszter és Tanka Tamás (megosztott) tapolcai csizmadiák
- Bohák Mónika, tojásfestő
- Gombosi Beatrix, rábapatonai tojásfestő
- Gyönyörűné Erdei Judit, sárándi szűrrátét készítő
- Hlinyánszky Tamás, sátoraljaújhelyi néptáncos
- Imre Sándor, pátyi faragó
- Ivánovics Tünde, népi ének
- Madár Helga, solti fazekas
- Pál Mihály, dunakeszi néptáncos
- Péter Zsuzsanna, budapesti néptáncos
- Schmidt Attila, decsi kosárfonó
- Tóth Nikolett, szövő
- Tükrös zenekar (Koncz Gergely, Halmos Attila, Árendás Péter, Liber Endre, Lelkes András, Korpás Éva)
- Unger Balázs, turai cimbalmos népzenész
- Vetró Mihály, népi játék készítő

### 2000
- Árvai Anikó gyapjúszövő
- Csonti Melinda vajdasági hímestojás-festő
- Dulai Zoltán szadai népzenész
- Eperjesi Lászlóné miskolci gömösi csomóshimző
- Erdélyi Klára törökszentmiklósi hangszeresnépzene-kutató
- Galambos András gyulai fafaragó
- Káldi Károly rábapatonai fazekas
- Kolnhofer Péter kőszegi szalmafonó
- Kocsis Ferenc debreceni népi iparművész
- Kovács Nóri népdalénekes (Bugyi)
- Mohácsyné Lőrincz Hortenzia sóskúti néptáncos
- Rácz Erika berettyóújfalui fémműves
- Taba Csaba budapesti néptáncos
- Varga Diána sárvári népdalénekes
- Varga Zsuzsa nyíregyházi néptáncos

### 1999
- Baji Imre, kosárfonó
- Bereczki László, bőrműves
- Farkas Gábor, fazekas
- Gyebnár László, néptáncos
- Harasztovics Róbert, fafaragó
- Horváti Kata, népdalénekes
- Kádár Ignác, néptáncos
- Katona Gábor és Endrődi Anna, néptáncos-páros
- Kékedi László, fafaragó
- Pál István „szalonna”, népi hegedűs
- Poczók Jolán, gyékényszövő
- Romháti Krisztián, tekerőlantos
- Szűcsné Urbán Mária, néptáncos
- Vida Lídia, lószőrékszer-készítő
- Vasi Népdalstúdió Énekcsoportja (tagjai: Bognár Szilvia, Borbély Ildikó, Király Adrienn, Kristály Ágnes, Nagy Krisztina, Pintér Anikó, Pintér Judit, Rácz Katalin, Szalai Annamária,  Tóth Eszter, Varga Diána)

### 1998
- Lovászné Juhász Rita, viseletkészítő
- Csapó Angéla, vászonszövő
- Árva Beáta, gyapjúszövő
- Drexler Noémi. fazekas
- Rónai Ferencné, fazekas
- Kocsisné Valiczkó Katalin, lószőrékszer-készítő
- Fehér Zsombor, furulya
- Micsik Béla, citerás
- Miklós Árpád, tekerős
- Nagy Gábor, dudás
- Molnár Katalin, ének
- Fitos Dezső, néptánc
- Jeremiás Lajos, néptánc

### 1997
- Kristály Ágnes, népdalénekes

### 1996
- Bakos Ilona, népzene-pedagógus
- Polgár Lilla, népdalénekes

### 1995
Előadóművészet (hangszeres népzene, népdal) kategória:
- Bárdosi Ildikó, énekes
- Csasztvanné Vass Edit, énekes
- Bognár Szilvia, népdalénekes
- Romanyi Rota együttes

Előadóművészet (néptánc) kategória:
- Antal István néptáncos
- Doktor László
- Kuli Orsolya és Kocsán László

Tárgyi alkotóművészet kategória:
- Kis Juhász József, szövés
- Ipsics Orsolya, hímzés
- Illés László, fazekas
- Bana Gyula, fazekas
- Szedlák József, nemez
- Pesti Mátyás, fafaragás
- Karácsony István, dudakészítő
- Szelesné Kása Ilona, tojásfestő

### 1993
- Bágy János néptáncos, román hagyományőrző[22]

### 1991
- Borsi Ferenc, népzenész
- Csík Zenekar néptáncos
- Gábor Klára[23]
- Kanalas Éva népdalénekes
- Tószegi Imre, citera

### 1990
- Nagy Zoltán cimbalmos[24]

### 1989
- Juhász Katalin népdalénekes

### 1986
- Székely Levente, népzenész (prímás)
- Mester László, népzenész (brácsa)
- Doór Róbert, népzenész (nagybőgő)
- Fehér Jánosné Vincze Irén viseletkészítő

### 1985
- Balogh Kálmán, cimbalomművész, zenetanár
- Bartha Zoltán Ágoston, népzenész
- Demarcsek György, népművelő, táncos, néptáncpedagógus
- Varró János, népzenész, zenetanár[25]

### 1983
- Méta együttes, vezetője: Salamon Beáta

### 1982
- Berán István, népzenész

### 1981
- Bartha István, keramikus
- Bergics Lajos, népzenész
- Böröczky Endréné Német Erzsébet néptáncos (megosztva)
- Dankó Mária, népzenész
- Mészáros–Végh citeraduó (Mészáros Béla-Végh Csaba)
- Nikola Parov, zenész
- Ökrös zenekar

### 1980
- Birinyi József, muzeológus, hangszerkészítő
- Tanai Erzsébet, Vas megyei népdalénekes

### 1979
- Balázs Gusztáv, táncos
- Balogh Sándor, népzenész, együttesvezető (csoportos)
- Bartos Dániel, kovács
- Kalyi Jag együttes

### 1977
- Zsuráfszky Zoltán, néptáncos szólista

### 1976
- Dévai János, zenetanár

### 1975
- Murguly Lajos Nagyecsedi táncos

### 1974
- Csoha Bálint Sándor, csellóművész
- Dévai Nagy Kamilla, előadóművész, énekes

### 1971
- Budai Ilona népdalénekes, pedagógus

### 1970
- Bíró Annamária, fazekas